# Bruno Oberle
Bruno Marie Carmelo Oberle, né le 12 octobre 1955 à Saint-Gall, est un haut fonctionnaire suisse, directeur général de l'Union internationale pour la conservation de la nature (UICN) depuis 2020.

## Biographie
Après avoir grandi à Locarno, il étudie la biologie à l'École polytechnique fédérale de Zurich (EPFZ), suivi par des formations complémentaires en économie et en pédagogie et ensuite titulaire d'un doctorat. À partir de 1980, il a travaillé dans le domaine de la gestion et la protection environnementale, domaine dans lequel il a conseillé administrations et entreprises. Pendant plusieurs années, il a été chargé de cours au département de sciences de l'environnement de l'EPFZ.
De 1999 à 2005, Bruno Oberle est sous-directeur de l'office fédéral de l'environnement, des forêts et du paysage (OFEFP). Le 1er octobre 2005, le conseil fédéral le nomme directeur de l'OFEFP puis, le 1er janvier 2006, directeur de l'OFEV. 
À la fin de 2015, il quitte l'OFEV pour devenir professeur titulaire de l'économie verte à l'École polytechnique fédérale de Lausanne (EPFL). Son successeur est Marc Chardonnens.
En 2020, il devient directeur général de l'UICN.